# تشاه بشير كارغر (مهر أباد)
تشاه بشير كارغر (بالإنجليزية: Chah-e Bashir Kargar va Shorkad)‏ هي منطقة سكنية تقع في إيران في يزد.